# Matthias Gottfried Eichler

Blick auf den Kreml in Moskau: Ein Stich aus den Russischen Prospekten von Matthias Gottfried Eichler nach einem Bild von Gérard de la Barthe

Matthias Gottfried Eichler (* 4. Februar 1748 in Erlangen; † 19. Juni 1821 in Augsburg) war ein deutscher Zeichner und Kupferstecher. Nach seiner Ausbildung (bis 1773) hat er in den ersten Jahren und Jahrzehnten in der Schweiz gewirkt, ab 1805 dann bis zu seinem Lebensende in Augsburg.

## Lebensabriss
Matthias Gottfried Eichler kam aus einer Künstlerfamilie. Sein Großvater, Gottfried Eichler der Ältere (1676–1759), und sein Vater, Gottfried Eichler der Jüngere (1715–1770), die beide hauptsächlich in Augsburg gewirkt haben, sind schon Maler und Kupferstecher gewesen. Seine erste Ausbildung erhielt Matthias Gottfried so auch ganz folgerichtig von seinem Vater, dann von dem Maler und Stecher Georg Philipp Rugendas dem Jüngeren (1701–1774) und dem Kupferstecher Johann Gottfried Thelott (1711–1775).
Im Jahre 1767 verließ er Augsburg und ging nach Mannheim, wo er bei Aegidius Verhelst an der kurfürstlichen Zeichenschule seine Ausbildung fortsetzte und 1773 abschloss.

Marat wird durch Charlotte Corday erstochen: Nachstich eines französischen Revolutionsbildes von Eichler aus dem Jahre 1816 nach Jacques François Joseph Swebach-Desfontaines

Im Jahre 1774 erhielt Matthias Gottfried Eichler einen Ruf von Christian von Mechel (1737–1817), der zu der Zeit in Basel mit einer größeren Arbeit beschäftigt war, dem sogenannten Düsseldorfer Galeriewerk, womit ihn der damalige Direktor der Düsseldorfer Kunstakademie, Lambert Krahe (1712–1790), beauftragt hatte. Für diese Arbeit kopierte und stach Eichler zusammen mit von Mechel (und wohl noch einigen anderen Stechern) Bilder der alten Meister, wie zum Beispiel das Jüngste Gericht von Peter Paul Rubens. Nach Fertigstellung des Galeriewerkes im Jahre 1778 ging er nach Bern, wo er für Buchhändler tätig wurde und unter anderem größtenteils von Balthasar Anton Dunker (1746–1807), den er wohl schon bei Christian von Mechel kennengelernt hatte, radierte Tafeln ausstach, auf denen Alpenlandschaften von Caspar Wolf (1735–1783) abgebildet waren, oder auch Bilder von  Jakob Philipp Hackert (1737–1807) wie die Quatra vues de Livourne (Vier Ansichten von Livorno). — Im Jahre 1783 heiratete Matthias Gottfried Eichler eine Elisabeth Berger. — Irgendwann in den nächsten Jahren hat er auch als Stecher an dem Schweizer Atlas mitgearbeitet, der nach Plänen des deutsch-französischen Kartographen Johann Heinrich Weiss (1759–1826) und auf Initiative des Schweizer Unternehmers Johann Rudolf Meyer (1739–1813) in den Jahren von 1786 bis 1802 geschaffen worden ist; weitere Stecher neben ihm bei diesem Projekt sind der Franzose Christophe Guérin (1758–1831) aus Straßburg und der Schweizer Samuel Johann Jakob Scheurmann (1771–1844) aus Aarburg gewesen.

Berner Senator in seiner Amtstracht: Kolorierter Stich von Eichler nach einem Bild von Freudenberger um 1800

So um das Jahr 1797 herum war Eichler in Herisau und arbeitete dort für den Kaufmann und Kunsthändler Johann (Jean) Walser zusammen mit anderen Stechern und Radierern an den sogenannten Russischen Prospekten, deren wesentlicher Teil 12 Ansichten von Moskau waren. Als Vorlage für diese Arbeiten dienten Bilder des französischen Malers Gérard de la Barthe (1730–1810), der von 1787 an bis zu seinem Lebensende nur noch in Russland gearbeitet hat. — Danach war Eichler wieder in Bern und hat dort unter anderem eine Reihe von farbigen Stichen mit Berner Amtstrachten nach Bildern des Malers Sigmund Freudenberger (1745–1801) geschaffen.
Im Jahre 1805 verließ Matthias Gottfried Eichler die Schweiz und ließ sich in Augsburg nieder. Dort hat er unter anderem als Lehrer an der Reichsstädtischen Kunstakademie gearbeitet und ist im Jahre 1812 einer ihrer Direktoren geworden. Einige bekannte Arbeiten in seinen letzten Lebensjahren waren sogenannte Nachstiche von berühmten Bildern der Französischen Revolution wie sie von französischen Zeichnern und Stechern (manche gleich nach dem unmittelbaren Geschehen) geschaffen worden sind.